# East Carbon
East Carbon és una població dels Estats Units a l'estat de Utah. Segons el cens del 2000 tenia 1.393 habitants.

## Demografia
Segons el cens del 2000, East Carbon tenia 1.393 habitants, 562 habitatges, i 384 famílies. La densitat de població era de 60,2 habitants per km².
Dels 562 habitatges en un 29,4% hi vivien nens de menys de 18 anys, en un 50,7% hi vivien parelles casades, en un 13,3% dones solteres, i en un 31,5% no eren unitats familiars. En el 27,4% dels habitatges hi vivien persones soles el 16,9% de les quals corresponia a persones de 65 anys o més que vivien soles. El nombre mitjà de persones vivint en cada habitatge era de 2,48 i el nombre mitjà de persones que vivien en cada família era de 3,01.
Per edats la població es repartia de la següent manera: un 26,2% tenia menys de 18 anys, un 7,1% entre 18 i 24, un 23% entre 25 i 44, un 24,3% de 45 a 60 i un 19,5% 65 anys o més.
L'edat mediana era de 41 anys. Per cada 100 dones de 18 o més anys hi havia 89,3 homes.
La renda mediana per habitatge era de 25.313 $ i la renda mediana per família de 31.019 $. Els homes tenien una renda mediana de 31.667 $ mentre que les dones 21.912 $. La renda per capita de la població era de 14.093 $. Entorn de l'11,7% de les famílies i el 16,9% de la població estaven per davall del llindar de pobresa.

## Poblacions més properes
El següent diagrama mostra les poblacions més properes.